# Gesten (plaats)
Gesten is een plaats in de Deense regio Zuid-Denemarken, gemeente Vejen. De plaats telt 946 inwoners (2020).

## Station

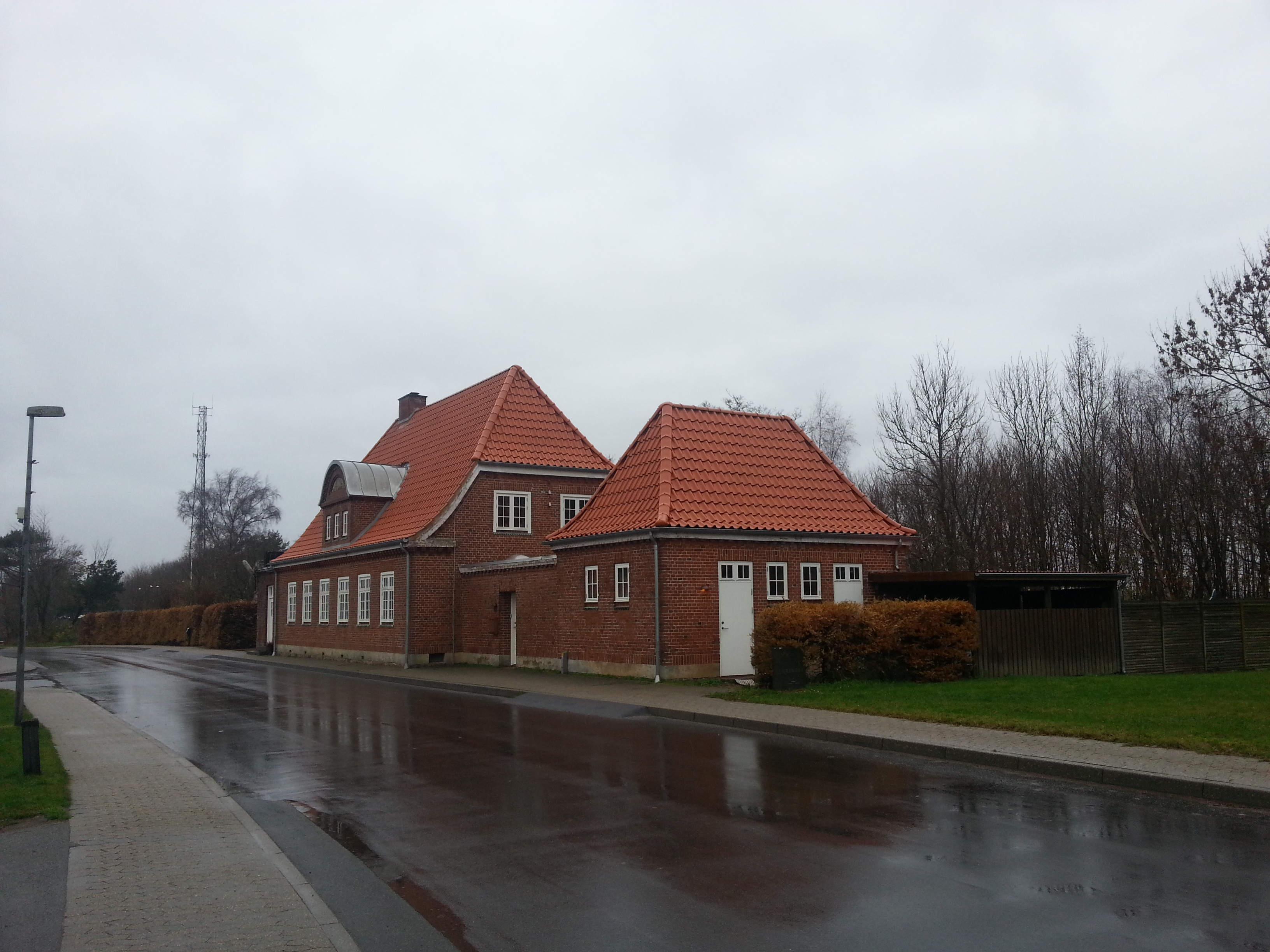
Voormalig station

Gesten ligt aan de voormalige spoorlijn Kolding - Troldhede. In het dorp kon worden overgestapt op de trein naar Vejen. De laatste trein reed in 1968. Het stationsgebouw is nog in volle glorie aanwezig.